# BKK Gesundheit
Die BKK Gesundheit mit Sitz in Frankfurt am Main war eine deutsche Betriebskrankenkasse. Als ein Träger der gesetzlichen Krankenversicherung war die BKK Gesundheit eine Körperschaft des öffentlichen Rechts mit Selbstverwaltung.

## Geschichte
Die BKK-Gesundheit entstand am 1. Januar 2004 aus dem Zusammenschluss der Betriebskrankenkassen BKK Zollern-Alb und BKK für steuerberatende und juristische Berufe. Am 1. Oktober 2009 gliederte sie die Taunus BKK und am 1. Januar 2010 die BKK Fahr ein. Damit wurde der Sitz der Körperschaft von Balingen nach Frankfurt am Main verlegt. Die beiden Hauptverwaltungen der Gesellschaft befanden sich in Frankfurt am Main und in Balingen. Die BKK Gesundheit war bereits seit ihrer Gründung für das gesamte Bundesgebiet geöffnet. Im Bereich der privaten Krankenzusatzversicherungen war die Central Krankenversicherung exklusiver Kooperationspartner. Zum 1. Januar 2012 fusionierte sie mit der Deutsche Angestellten-Krankenkasse (Ersatzkasse) zur DAK-Gesundheit; zum selben Datum wurde die BKK Axel Springer eingegliedert. Die Wurzeln der BKK Gesundheit reichten bis in das Jahr 1814 zurück, als die BKK KBC Manufaktur Koechlin Baumgartner & Cie. AG in Lörrach gegründet wurde. Zu den Trägern zählten unter anderem die Unternehmen:
- Bizerba
- DKV Deutsche Krankenversicherung
- Georg Fischer AG
- A. Friedr. Flender
- Gühring
- Hoffmann-La Roche
- Sanofi-Aventis
- Kraft
- Nestlé
- Rewe Group
- Stora Enso

## Beiträge
Seit 1. Januar 2009 wurden die Beitragssätze einheitlich vorgegeben. Die BKK Gesundheit erhob seit 1. Februar 2010 einen kassenindividuellen Zusatzbeitrag in Höhe von 8,00 Euro pro Monat.

## Datenerpressung
Das Politmagazin Kontraste berichtete am 11. Februar 2010 über die Weitergabe von Versichertendaten der BKK Gesundheit an Callcenter-Subunternehmen und die Erpressung der Krankenkasse durch Dritte, personenbezogene Daten zu veröffentlichen.

## Zahlen
Die BKK Gesundheit betreute etwa 1,2 Millionen Versicherte und rund 250.000 Arbeitgeber mit ungefähr 2.200 Mitarbeitern und war damit die größte Betriebskrankenkasse in Deutschland. Insgesamt verfügte die BKK Gesundheit bundesweit über 70 Kundencenter.